# 弗朗茨-彼得·霍夫迈斯特
弗朗茨-彼得·霍夫迈斯特（德語：Franz-Peter Hofmeister，1951年8月5日—），德国男子田径运动员。他曾代表西德参加1976年夏季奥林匹克运动会田径比赛，获得男子4×400米接力铜牌。